# Chrisme

Chrisme Χ (khi) et Ρ (rhô).

Chrisme Ι (iota) et Χ (khi).

Le Chrisme est un symbole chrétien datant du christianisme primitif. Il est formé des deux lettres grecques superposées Ι (iota) et Χ (khi) — des initiales de  Ἰησοῦς Χριστός (« Jésus-Christ ») — puis des deux lettres grecques Χ (khi) et Ρ (rhô) — des deux premières lettres du mot Χριστός (« Christ ») — l'usage de cette dernière graphie, qui est associée au premier empereur romain chrétien Constantin Ier, ayant pris le dessus.
Le Chrisme est surtout présent en Orient, plus spécifiquement dans la partie orientale de l'ancien Empire romain.

## Histoire
Le monogramme composé des lettres chi et rhô préexiste au christianisme : on le trouve en effet tant sur des amphores pour en indiquer le contenu que dans des manuscrits païens grecs comme égyptiens, en tant qu'abréviation du mot χρηστός / khrēstós, qui signifie « utile, de bon augure » et indiquant soit un souhait soit un commentaire approbateur.
Si les manuscrits grecs connaissent la contraction du nom du Christ depuis le IIIe siècle, celle-ci n'a pas encore en tant que telle une valeur divine. Cette dimension correspond à l'apparition du Chrisme dans l'iconographie chrétienne à la suite de l'épisode de la conversion de l'empereur Constantin Ier au christianisme, qui influence l'art et les symboles impériaux romains.

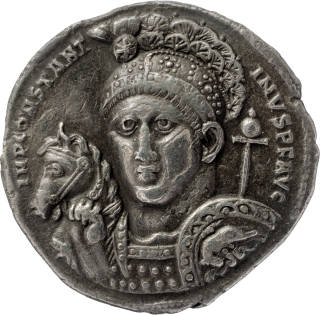
Pièce figurant Constantin avec un Chrisme sur le casque, 315.

D'après Lactance, Constantin aurait reçu dans un songe l'injonction de marquer du « signe céleste de Dieu » les boucliers de ses troupes la veille de la bataille du pont Milvius qui l'oppose à son rival Maxence aux portes de Rome en 312. Eusèbe de Césarée, hagiographe de Constantin, rapporte lui dans son Histoire ecclésiastique — parmi plusieurs relations différentes qu'il décrit des faits — que Constantin, déjà converti, aurait eu la vision, partagée par ses soldats et confirmée par un songe, d'une croix apparaissant dans le ciel et accompagnée du message : « In hoc signo vinces » (« par ce signe tu vaincras »). Constantin aurait alors fait reporter ce signe sur son enseigne militaire, le labarum, mais ce signe reste ambigu et il s'agirait alors plutôt de la croix. Le Chrisme, signe magique et divin révélé personnellement à Constantin lui confère de la sorte une puissance d'origine divine.
Une première — et timide — apparition du Chrisme figure sur le casque de l'empereur sur une pièce frappée en 315 à Ticinum pour célébrer la decennalia de Constantin. Il apparait encore occasionnellement à quelques reprises, utilisé par Constantin comme symbole victorieux, mais la première apparition « officielle » du Chrisme  figure sur des pièces de monnaie — des nummi — qui figurent le labarum constantinien, frappées en 327 à Constantinople : au revers de ces pièces, un Chrisme couronné est placé au sommet du labarum dont la hampe, qui transperce un serpent symbolisant l'ennemi, est traversée par la phrase spes pvblic(a). Ce Chrisme figurant sur l'étendard est décrit par Eusèbe dans sa Vie de Constantin, qui précise qu'il est en or, cerclé et serti de pierres précieuses. Il faut attendre près de 25 ans pour retrouver une nouvelle occurrence du Chrisme sur une frappe monétaire et la personnification des pièces disparait au profit du monogramme christique qui renvoie à sa personne même.
Le symbole est ensuite adopté par le christianisme et il sert d'emblème aux empereurs chrétiens qui succédèrent à Constantin mais, à partir du Ve siècle, il est progressivement supplanté par la croix.

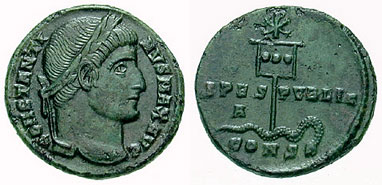
Nummus figurant Constantin et son labarum, 327.
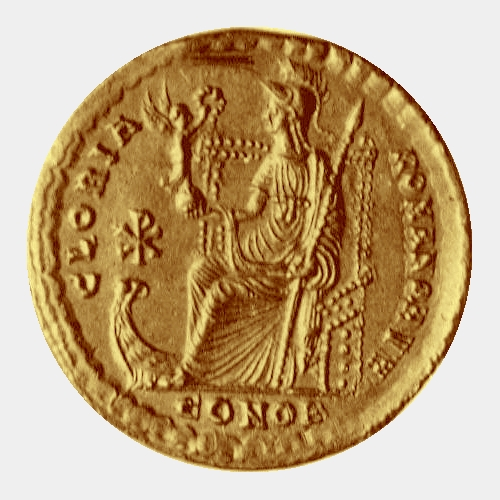
Chrisme sur une monnaie d'or d'Arcadius (395-408) gloria romanorum frappée à Constantinople.

## Graphie

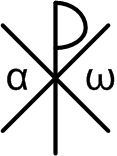
Autre exemple de Chrisme, avec les lettres alpha et oméga.

Le chrisme connait différentes graphies qui, chacune, peuvent être entourées d’un cercle. Le « Chrisme simple » est composé des deux lettres grecques Ι (iota) et Χ (chi) rappelant les initiales de Ἰησοῦς Χριστός (« Jésus-Christ »). Le Chrisme prend alors l'aspect d'une étoile à six rais souvent identifiée dans l'art à l'étoile qui guida les mages. Le « Chrisme constantinien », le plus répandu, est lui composé des deux lettres grecques Χ (chi) et Ρ (rhô), les deux premières lettres du mot Χριστός (« Christ »). Enfin, il existe une variante « en croix », constituée du Ρ (rhô) traversé d'un trait horizontal, le staurogramme, contraction des lettres T (tau) et Ρ (rhô). Le Chrisme se distingue néanmoins du staurogramme en faisant directement allusion au Christ dont il est une contraction du nom.
Le Chrisme constitue l'un des monogrammes du Christ, et on le trouve souvent accompagné des lettres α (alpha) et ω (oméga). Ces lettres, qui encadrent l'alphabet grec, symbolisent la totalité : le commencement et la fin.

## Unicode
Le caractère du Chrisme ‹ ☧ › correspond au code Unicode ‹ U+2627 ›.

## Art
Le Chrisme figure très souvent sur les peintures, les monnaies byzantines, les médailles, les mosaïques, les vitraux et les sculptures d'inspiration chrétienne. Il est parfois inscrit dans un cercle, ou un carré.

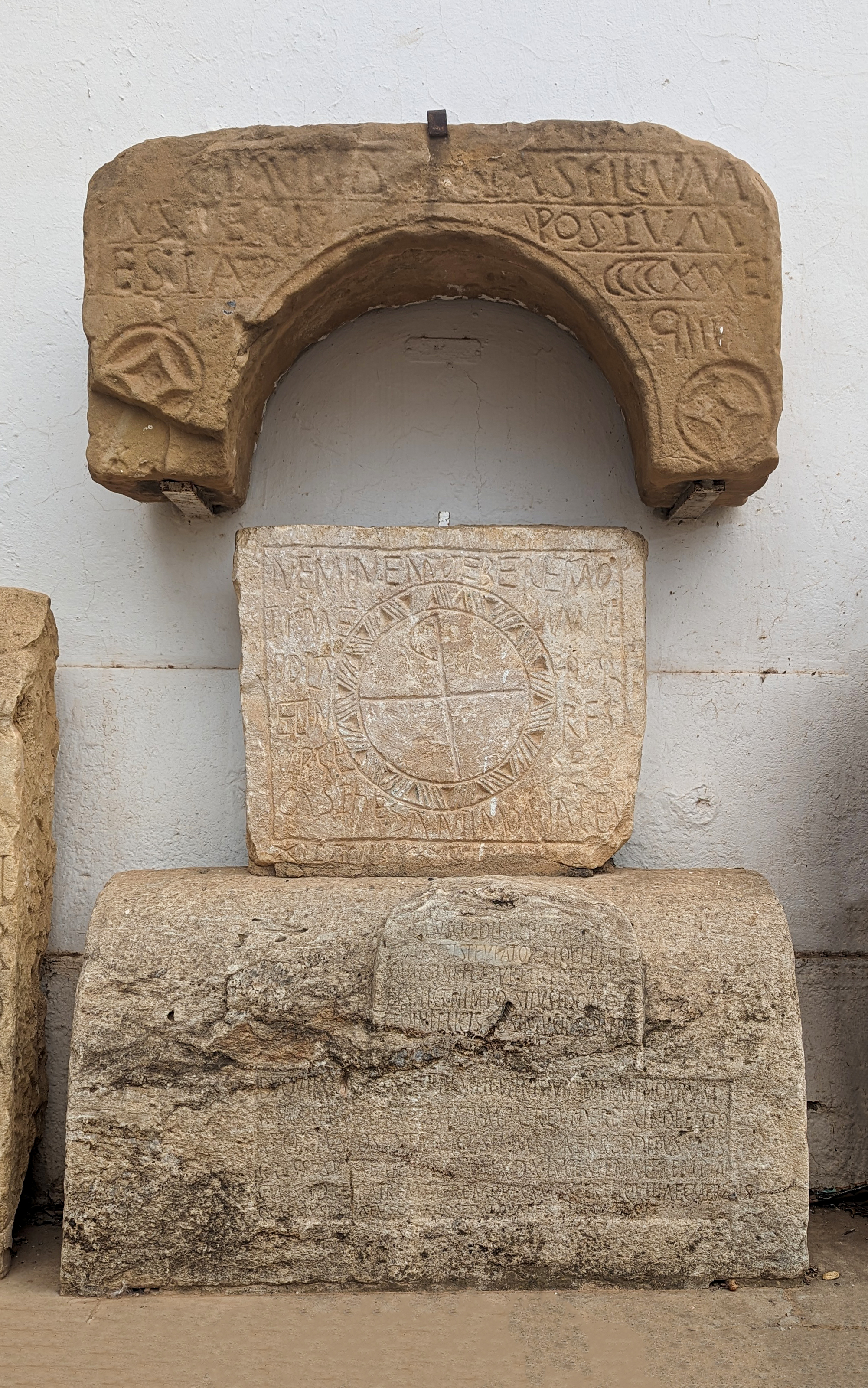
Le symbole au milieu du cercle, Alger.
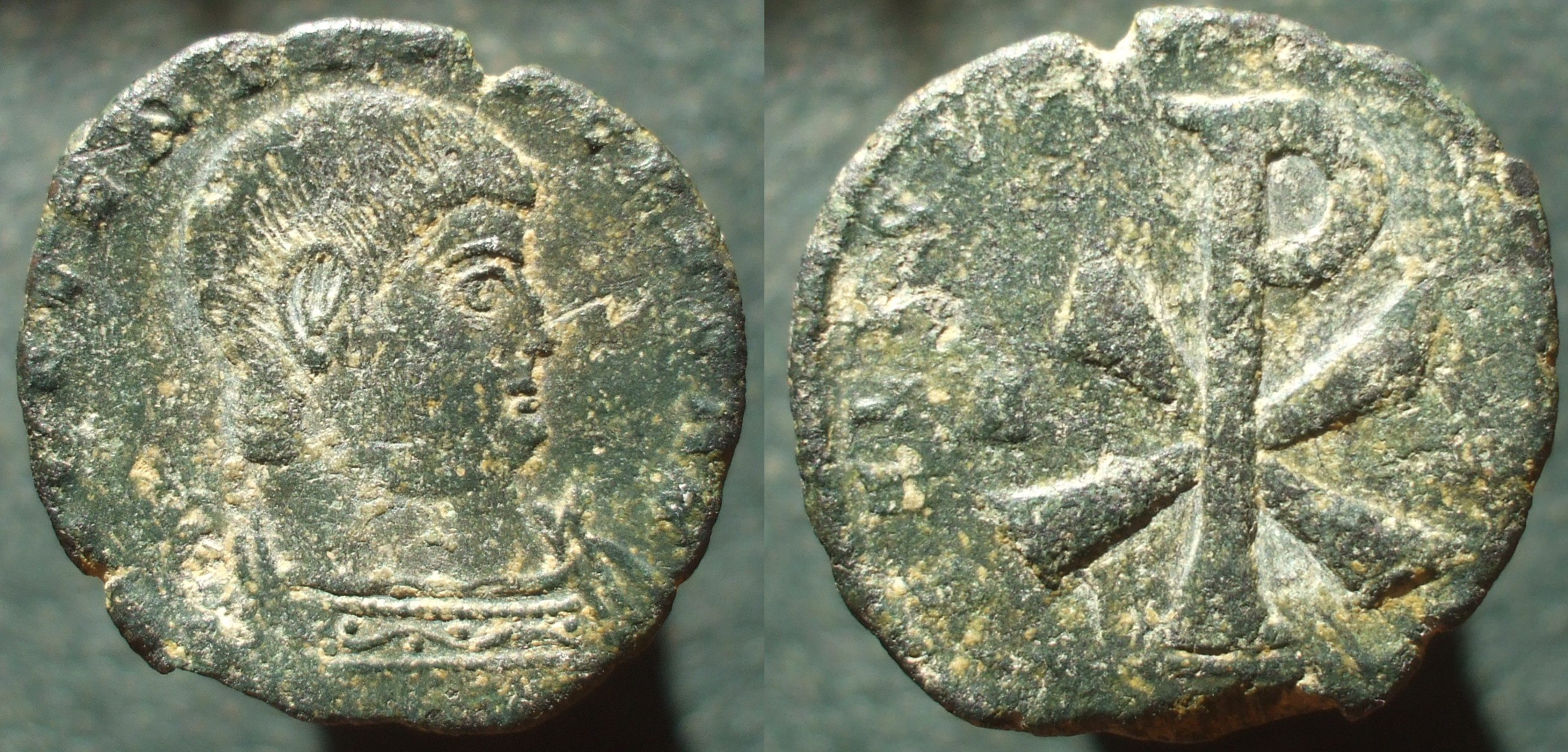
majorina de l'usurpateur Décence présentant au revers un Chrisme datant de 353.
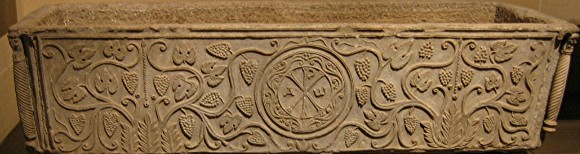
Chrisme sur la cuve d'un sarcophage du VIe siècle.
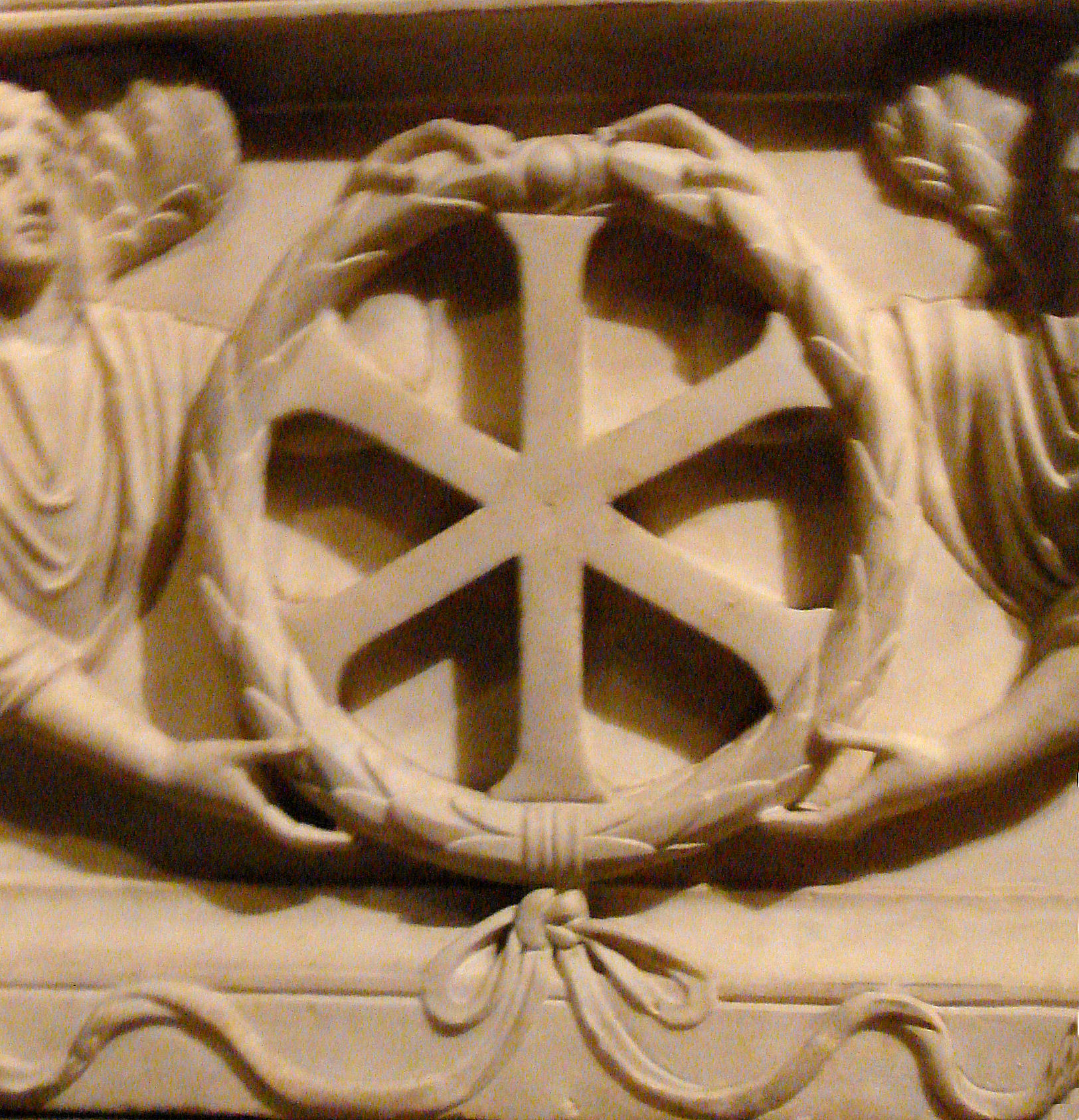
Chrisme iota-chi figurant sur un sarcophage de Constantinople, IIIe ou IVe siècle.
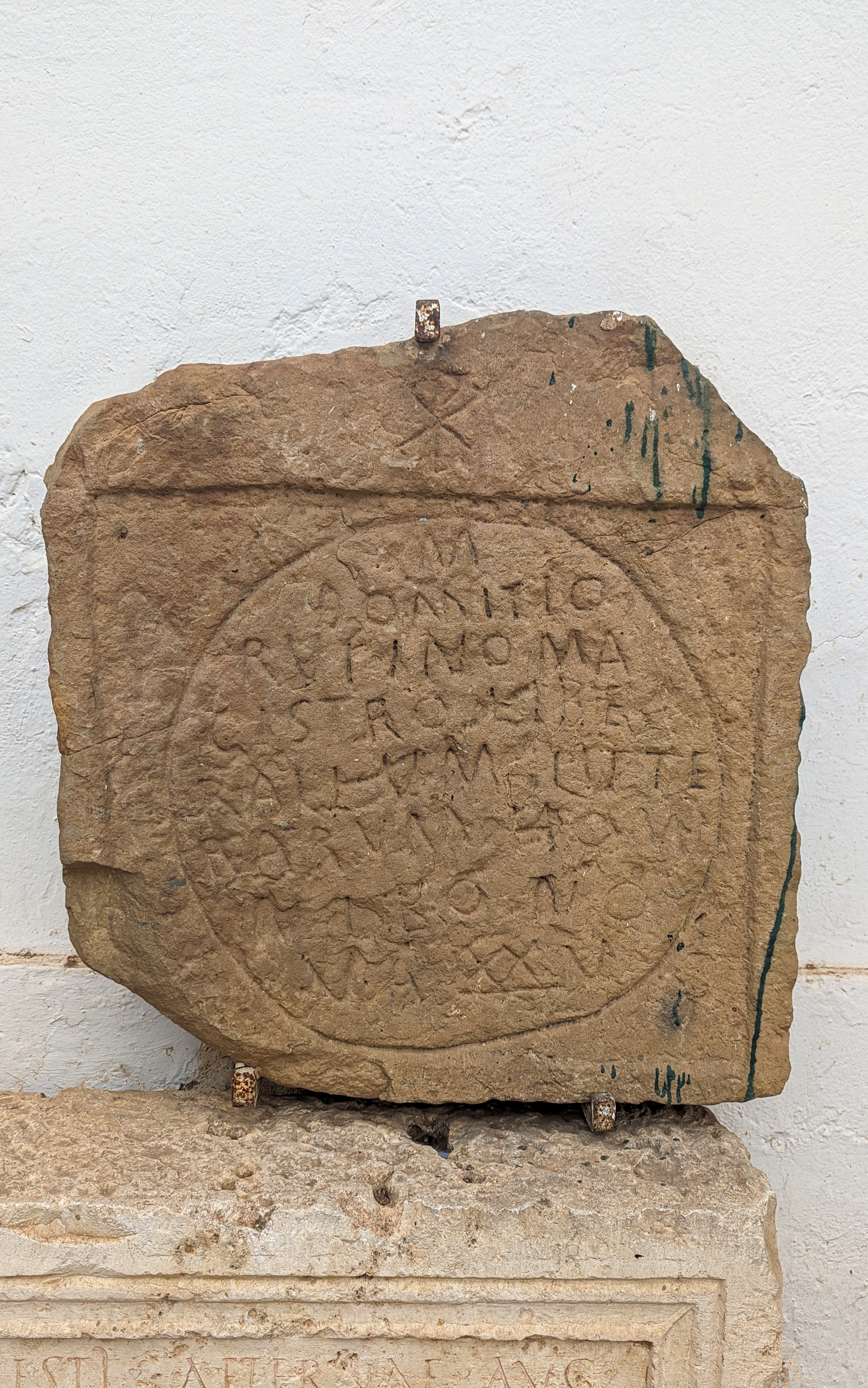
Le symbole au sommet du rocher, Alger.
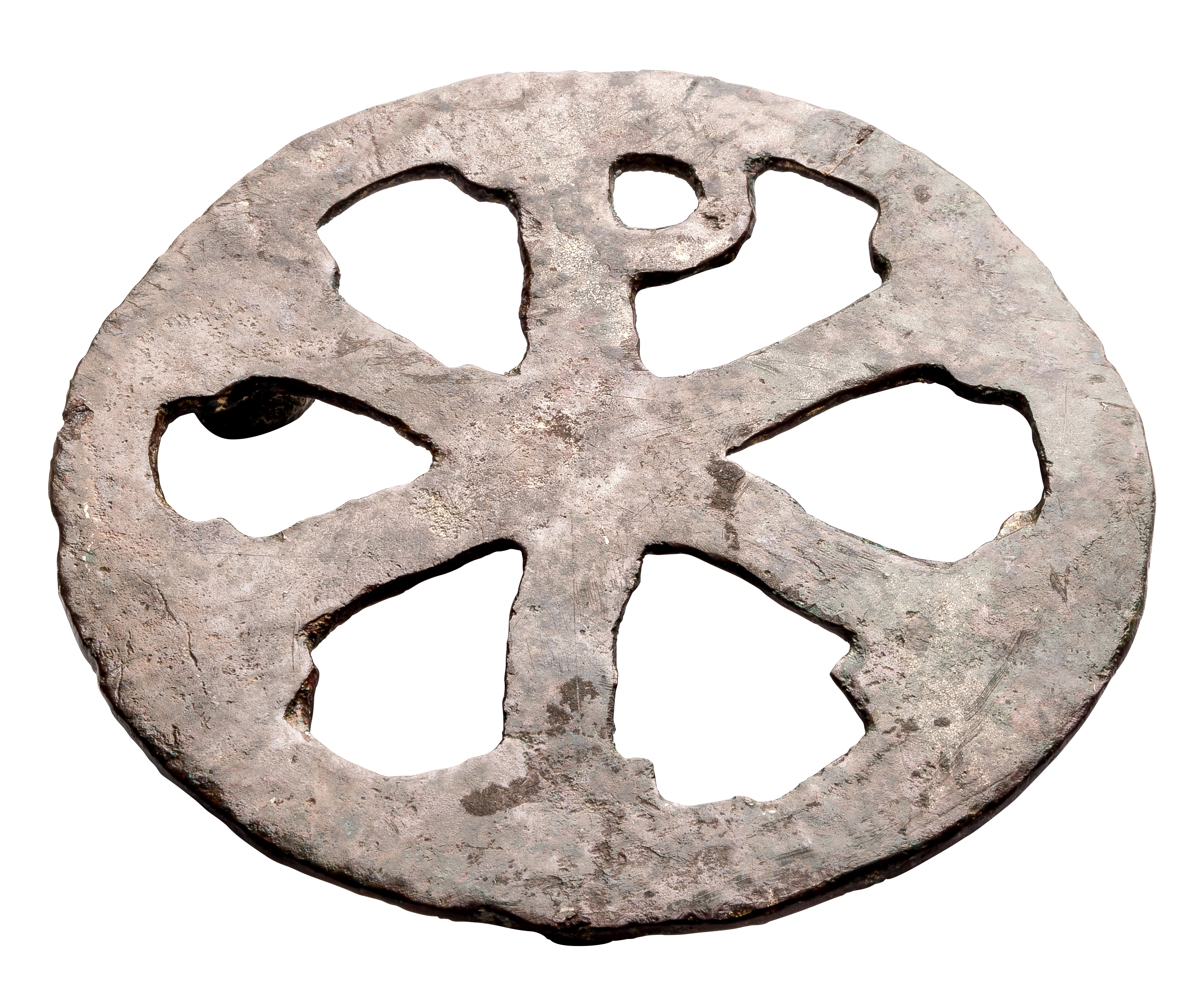
Chrisme romain en bronze trouvé à Neerharen (Belgique), 375-450 apr. J.-C., Musée gallo-romain de Tongres.
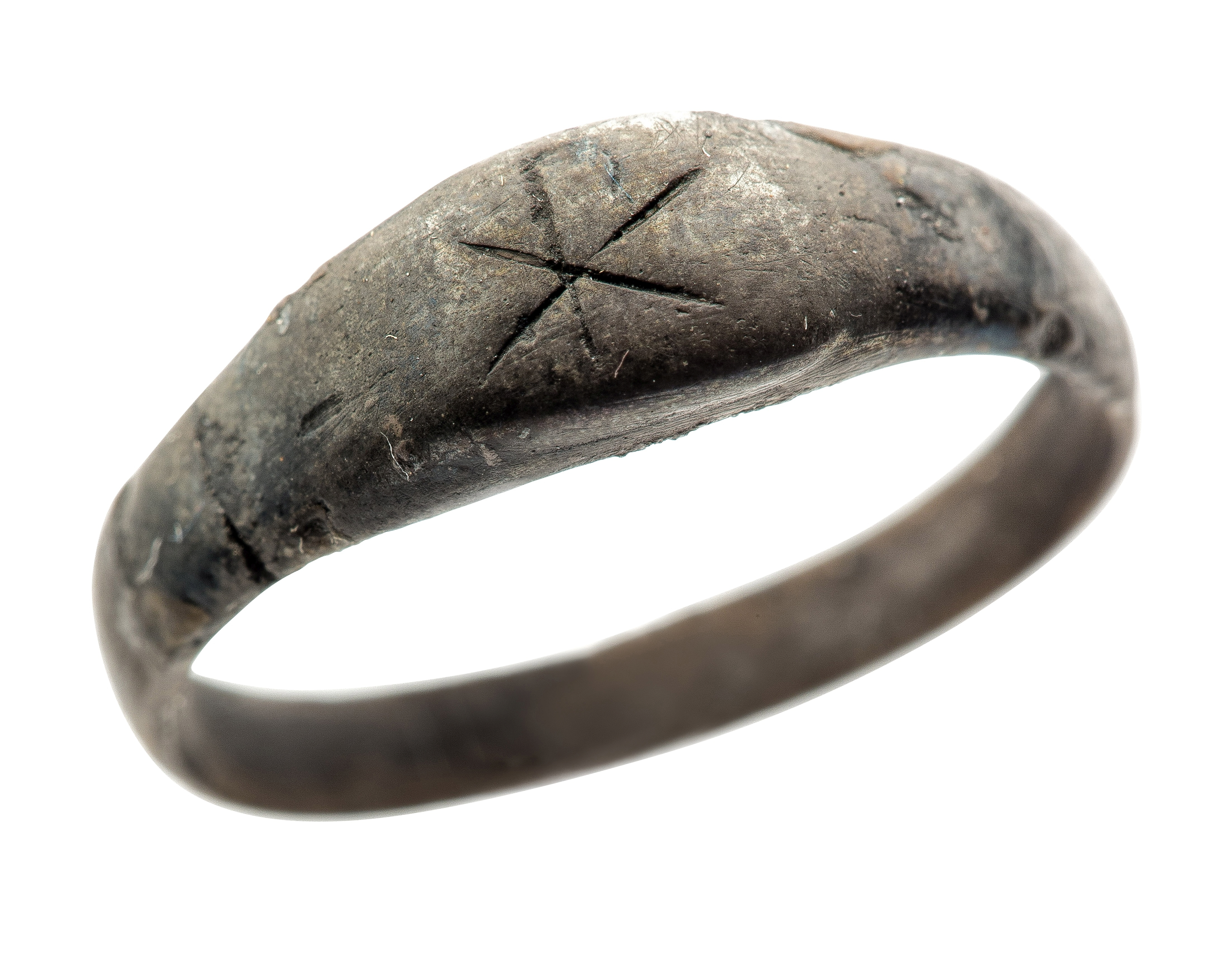
Bague en argent avec Chrisme trouvée dans un cimetière chrétien romain tardif à Tongres (Belgique), ive siècle, Musée gallo-romain de Tongres.

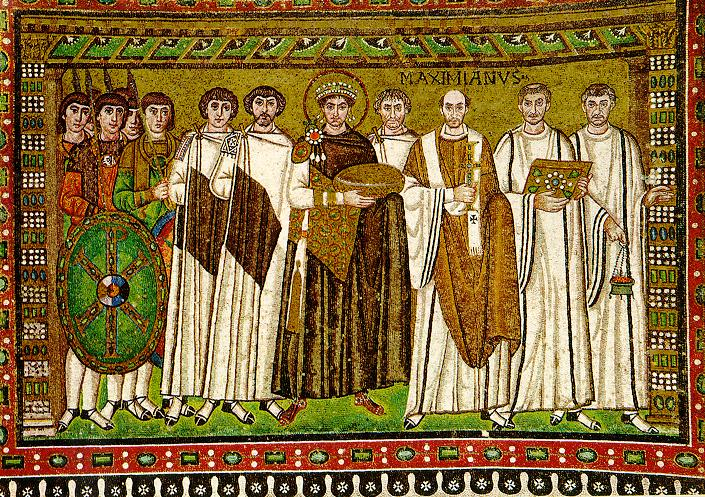
On retrouve le Chrisme, représenté sur le bouclier de la mosaïque byzantine de la basilique Saint-Vital de Ravenne.
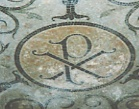
Mosaïque du IXe siècle dans l'église Saint-Jean de Montierneuf à Poitiers.
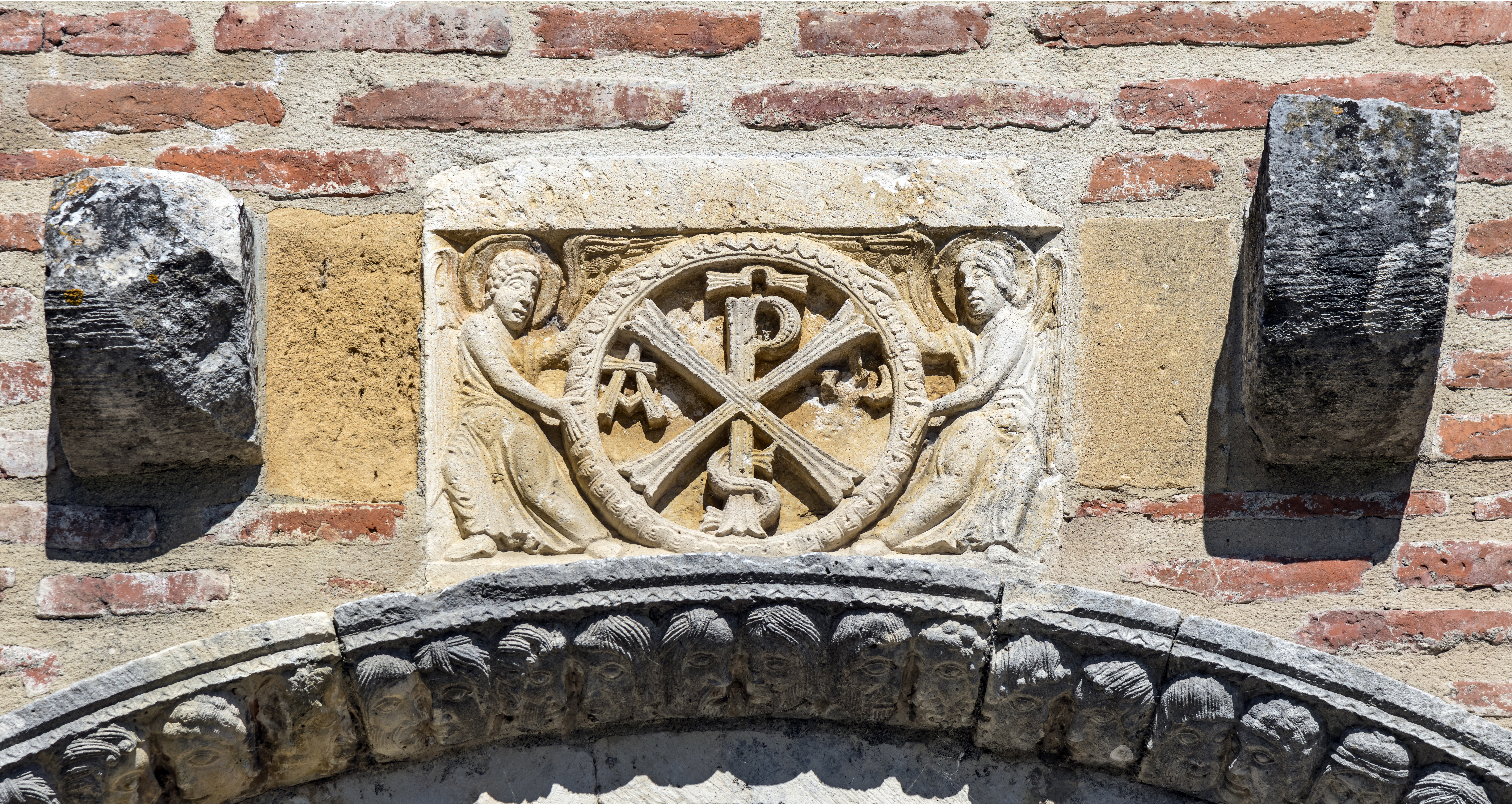
Saint-Christophe des Templiers, XIIe siècle, Montsaunès.
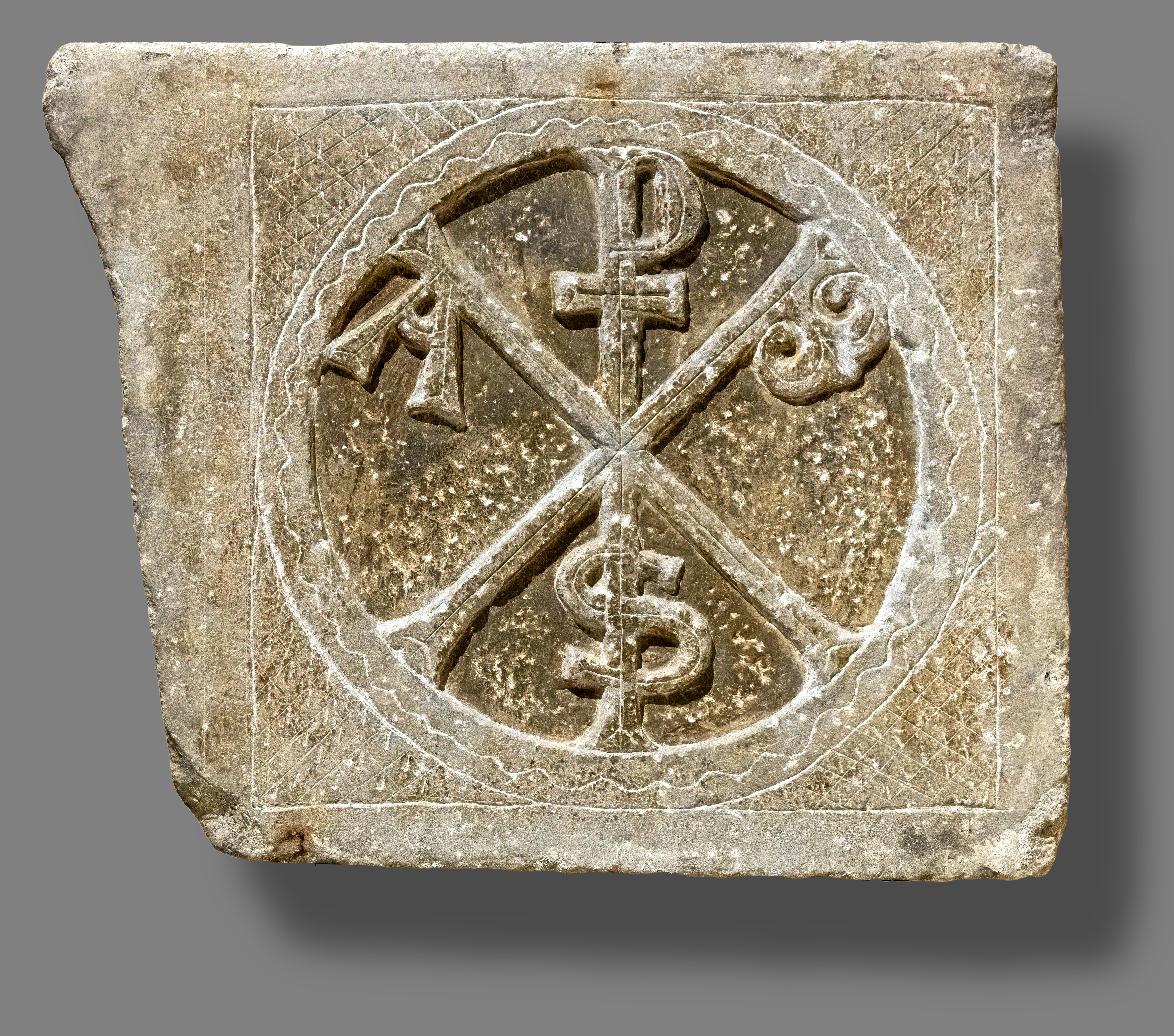
Chrisme du cimetière de Valcabrère Musée des Augustins de Toulouse
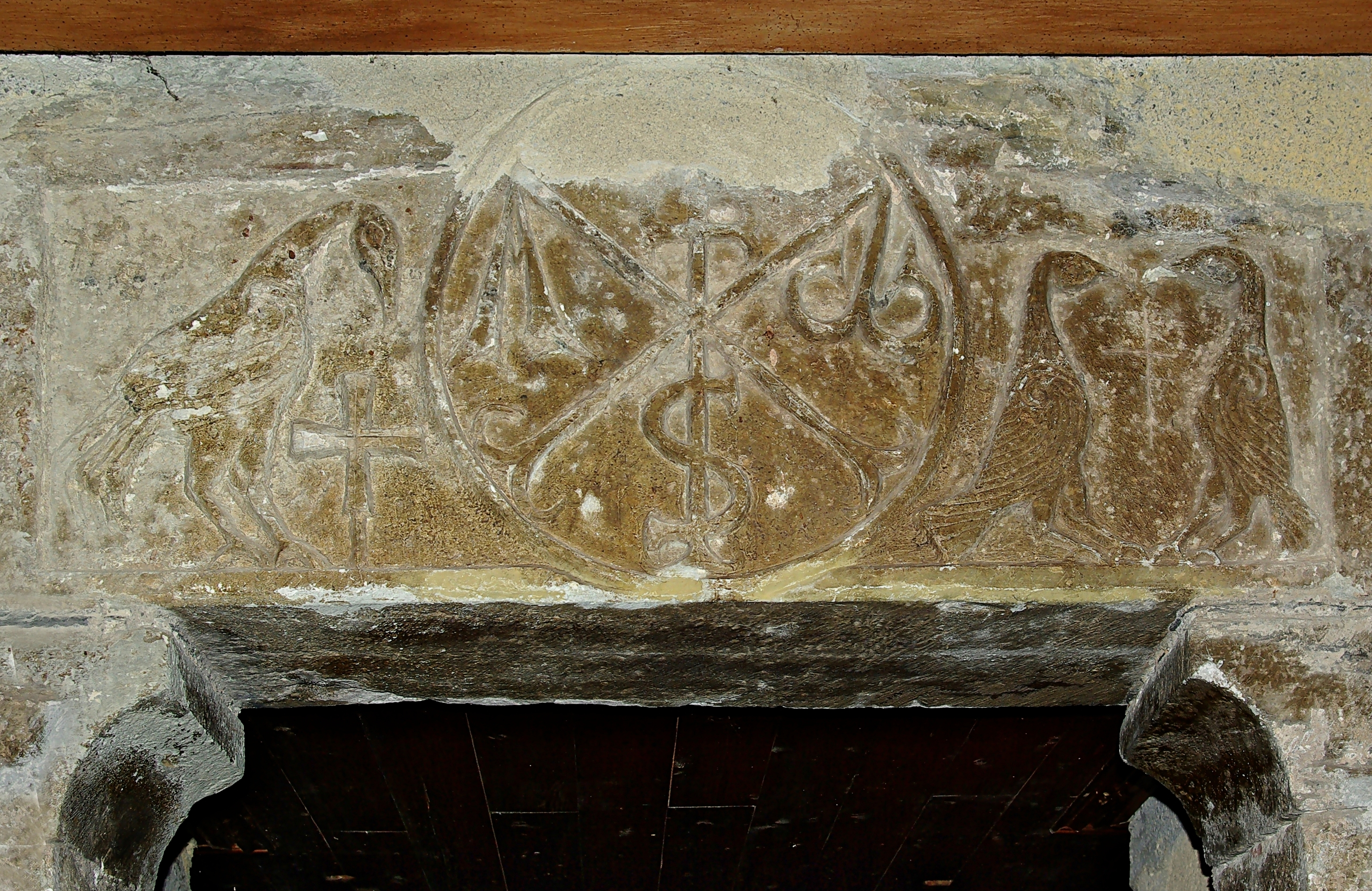
Entrée de l'église de Sers (Hautes-Pyrénées).
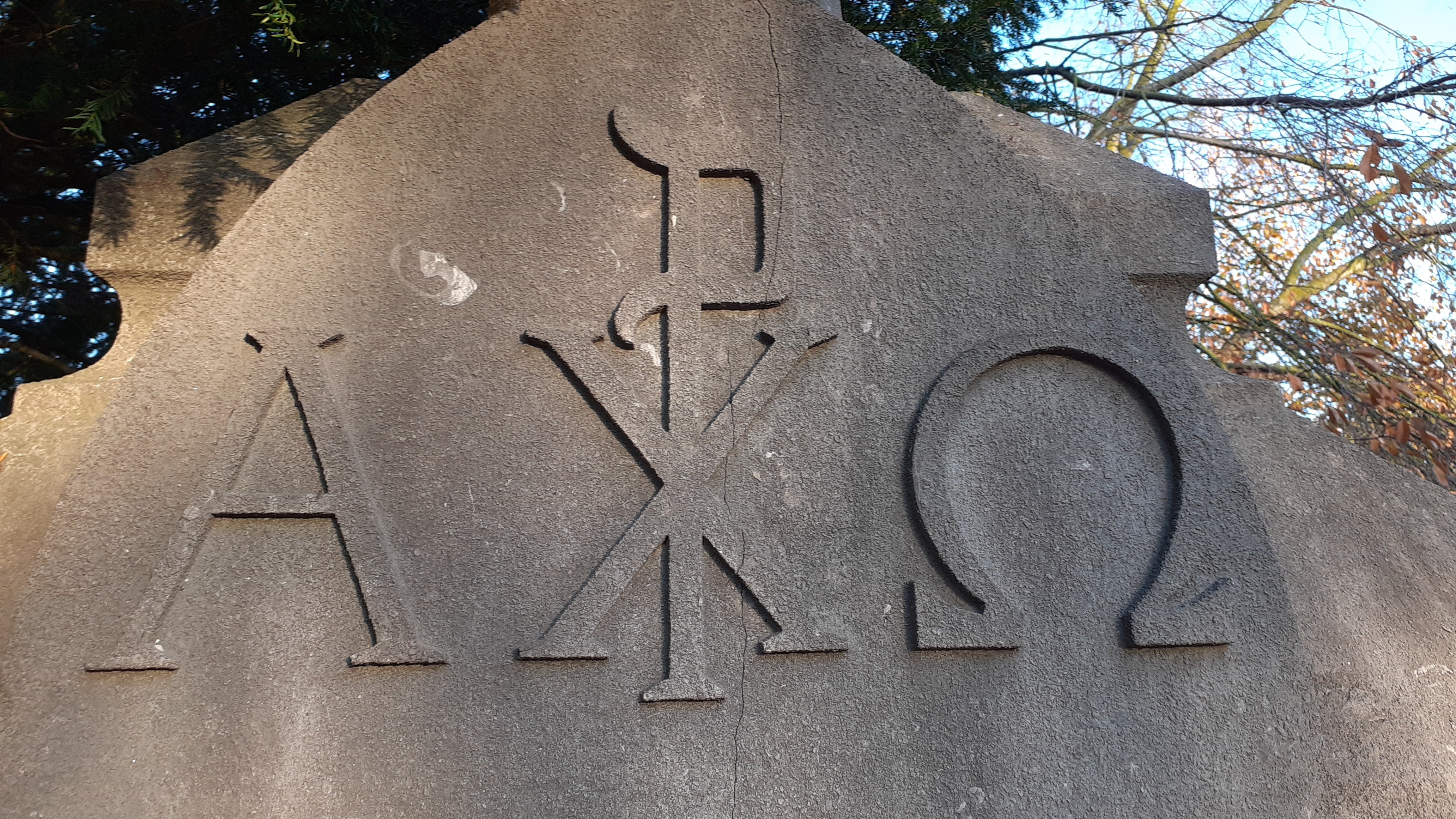
Chrisme sur le monument des familles Grimbry et Le Prévost de Basserode à Wasquehal.